# オープンコレクタ
オープンコレクタ（英: Open collector）は、電子回路における出力方式の一種である。
特定の電圧や電流を直接信号として出力するのではなく、NPNトランジスタをスイッチのように用いて出力を表す。出力端子はトランジスタのコレクタであり、ベースには動作電流、エミッタはグラウンドに接続される。主に集積回路 (IC) やセンサーなどの出力部に用いられる。
出力素子がバイポーラトランジスタではなくMOS FETで構成されている場合、同様の回路はオープンドレインと呼ばれる。

## 機能

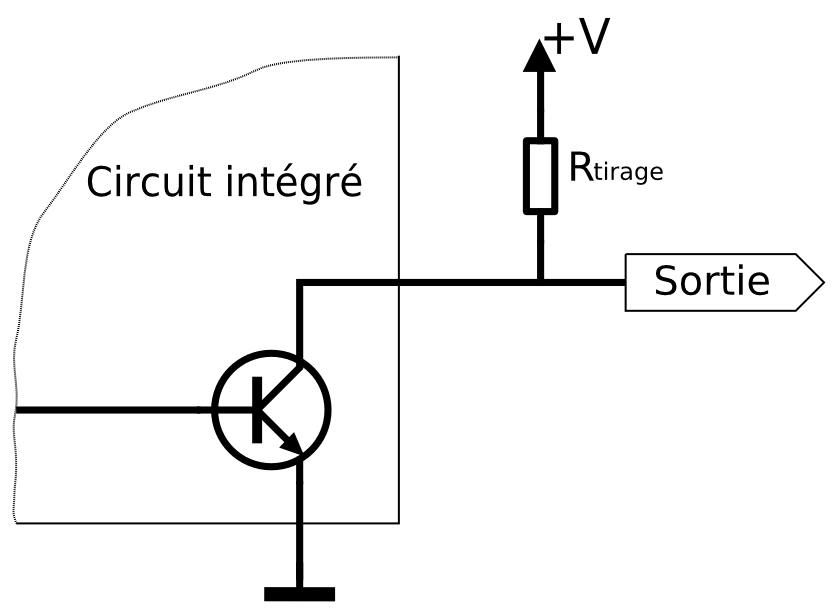
集積回路 (IC) のオープンコレクタ出力の概念図

オープンコレクタ出力は、右図のようにNPNトランジスタをスイッチとして動作させている。
この場合、トランジスタの動作状況によって出力（コレクタ）は何も接続されていない状態（トランジスタOFF状態）、またはグラウンドに短絡された状態（トランジスタON状態）のどちらかになる。外部のプルアップ抵抗と組み合わせることで、トランジスタがOFF状態のときに出力は（高い電圧）≒+Vボルトになり、トランジスタがON状態になると出力は（低い電圧）≒0ボルトになる（「アクティブL」ともいう）。
オープンコレクタ出力の機能的特徴は次の通りである。
- 電圧レベルの変換が容易である（プルアップによる）
- 小電力の負荷（LEDなど）なら直接駆動できる（ドライバ機能）
- ワイヤード接続が可能である（別記参照）

| トランジスタの状態 | 出力 | 備考                                 |
| ------------------ | ---- | ------------------------------------ |
| OFF                | H    | プルアップ抵抗によって+Vがあらわれる |
| ON                 | L    | グラウンド接地によって0Vになる       |

## オープンコレクタ・デバイスの応用
プルアップ抵抗が接続される電圧 (+V) は電源電圧 (Vcc) と同じである必要はない。このため、オープンコレクタは定格電圧の異なる論理回路同士の接続にも使える。
また、複数のオープンコレクタ出力を1つの線に接続することもできる。全出力がハイインピーダンスになると、プルアップ抵抗によって電圧の高い状態になる。出力の1つ以上が接地状態になると、その線にかかる電圧は低くなる。
複数のオープンコレクタを1つにまとめると、その線は「ワイヤードAND」または「ワイヤードOR」ゲートとして機能する。すなわち、正論理ではワイヤードAND（論理積）となり、負論理ではワイヤードOR（論理和）となる。これにより、入力端子数の極端に多いAND回路を安価に構成できる。
オープンコレクタの問題点の一つは電力消費量であり、トーテムポール出力およびCMOS出力の回路に比べて一般に電流が多く流れる傾向がある。オフ状態であっても微小なリーク電流が流れる（その量は温度によって変化する）。また、"L"→"H"への状態遷移時には伝送線路の浮遊容量と入力回路の寄生容量、およびワイヤードOR接続されている場合は他のICの出力回路の寄生容量をプルアップ抵抗で充電しつつ電圧が立ち上がるため、遷移完了までの正確な時間は設計段階では確定できない。それに加え、電圧の立ち上がり途中は伝送線路のインピーダンスはプルアップ抵抗そのものとなり、外来ノイズの影響を受けやすい（"H"→"L"への立ち下がり時には、ON状態のトランジスタにより上記容量はほぼ瞬時に放電が行われ、外来ノイズも非常に低いインピーダンスでアースされるため、遷移時間のぶれは相対的に小さく済む）。
これらの理由から、オープンコレクタ出力回路は
- 通常はプルアップ抵抗に電流が流れない"H"状態で、電圧0になる頻度は低い
- 状態遷移時間のぶれが問題にならない程度の低速伝送経路、もしくは"H"→"L"への遷移時間は重要だが、"L"→"H"への立ち上がり時間は正確でなくても構わない

というロジック回路に使われる。
もう一つのよくある用途は、プルアップは行わずに電球や発光ダイオードのカソードにつないで（一方、反対側の端子は+5Vなどの電源電圧につなぐ）、例えば7セグメントディスプレイとして人間が直接目で見る形で出力する使い方である。この場合はLレベルにおいて発光する。また、プルアップしたうえでLEDのアノードにつないでカソードを接地した場合はHレベルで発光するようになり、この構成ではプルアップ電圧を変更することによってVccとは異なる電圧で動作するLEDを容易に利用できる。
この他、旧式のTTL/DTLベースのSRAMではオープンコレクタのワイヤードANDの構成が使われている。今日のCMOSベースのSRAMでも通常のCMOS構造とオープンドレイン構造を過電流になるのを避けた上で無理やりワイヤードANDで使う構造になっている。

## CMOSにおけるオープンドレイン
CMOSにおいては、TTL同様にプルアップして利用することを前提として、出力部分にNチャネルMOS-EFTのみを用いるNチャネルオープン・ドレインがほとんどである。しかし、CMOSはTTLと違ってスイッチング素子と正電圧と接地の配置が対称に近い構成を取るため、正電圧と接地を通常のオープンドレインとほぼ逆に配置することにより、プルダウンして利用する出力部分にPチャネルMOS-EFTのみを用いるPチャネルオープン・ドレインも構成できる。チャネルオープンドレインがTTLと同様にLの信号のみ電流が出力されるのに対し、Pチャネルオープンドレインでは"H"は電源の正電圧で"L"はハイインピーダンスとなる。また、NチャネルオープンドレインはワイヤードORがTTLと同じ負論理のORであるが、Pチャネルオープンドレインでは正論理のORになる。このほか、LEDを接続する場合の極性の向きと発光する条件も、信号の立ち上がりと立ち下がりの速度ならびにノイズ耐性の違いも互いに逆である。また、NチャネルオープンドレインではHレベルの電圧をプルアップ電圧次第で変更できるのに対して、Pチャネルオープンドレインではプルダウン電圧の変更によりLレベルの電圧を変更できる。しかしながら、電子と正孔の移動速度の違いゆえにPMOSがNMOSよりも動作が遅いこと、現在ではHレベル(Vdd)は異なってもLレベル(Vss)については接地の電位に統一する設計がほとんどであること、一見すると似た構造を持つPMOSやECLでは正電位を接地するためPチャネルオープンドレインでも電圧を変換することは難しいことから、標準ロジックにおけるラインアップがきわめて少ない。
CMOSから見ると、ごく初期のダイオードを用いたAND (OR) 回路 (DRTL) は、CMOS出力などをダイオードを用いてNチャネル（Pチェネル）オープンドレインの出力レベルに変換したあと、ワイアードAND (OR) を用いているように見える。
現在のLSIにおいて、オープンコレクタが必要になりそうなほど巨大なAND回路が必要な場合、疑似NMOSやHMOSによるNOR回路が主に用いられる。CMOSのNORではPMOSを直列接続する場所がボトルネックになるため、遅延が（入力数）×（EFTの動作遅延）になるのに対し、NMOSのNOR回路は入力数が少ない時の遅延が大きい一方、NチャネルMOS-FETがもっぱら並列接続されて直列のPチャネルFETは用いないため、配線の長さの増加した分だけが遅延に影響するので入力数の増加に伴う遅延の増加が穏やかなためである（PMOSによるNAND回路も同様）。